# 新干冲区
新干冲区，是海南省洋浦经济开发区已撤销的一个行政区划。2009年3月，原干冲区、新英湾区和新都区三区合并为新干冲区。2015年1月新干冲区又重新分设干冲区和新英湾区。

## 行政区划
新干冲区辖18个居委会：洋浦、儒兰、新兴、夏兰、春鸣、海勤、南便、东临、新英湾、白沙、咸塘、五山、共呜、新都、高山、公堂下、港区、太平。

## 新干冲区办事处
新干冲区办事处为洋浦经济开发区管理局的正处级派出机构。
机构设置
- 办公室
- 人口和计划生育局
- 城市综合执法局
- 信访办公室
- 渔政渔港监督管理中心
- 组织人事科
- 宣传教育科
- 搬迁安置科

## 邮政
- 洋浦邮政营业中心
- 洋浦干冲邮政支局

## 学校
- 洋浦技工学校
- 洋浦实验学校
- 洋浦中学
- 洋浦第一小学